# 정부의 인공 지능
인공 지능 (AI)은 정부 활동의 다양한 영역에서 사용된다. 공공 정책의 목표(긴급 서비스, 건강 및 복지 등)를 강화하고 대중이 정부와 상호 작용함에 도움이 될 수 있도록 활용할 수 있다(예: 가상 비서).
하버드 비즈니스 리뷰(Harvard Business Review)에 따르면 "인공지능의 공공 부문에 대한 응용은 광범위하게 성장하고 있으며, 전세계적으로 초기 실험이 이뤄지고 있다." 하버드 대학의 민주적 통치와 혁신을 위한 '애쉬 센터' 의 Hila Mehr는 1990년대 후반부터 우편 서비스가 자동으로 편지를 송달하기 위해 손글씨를 인식 하는 기계적 방법을 사용해왔다면서, 정부의 AI라는 개념이 마냥 새로운 것이 아니라고 지적했다. 정부가 AI를 사용한다면 인건비 절감(예: 응대 직원 감축)을 기대할 수 있으며 덧붙여 효율성과 부패 가능성을 줄이는 등 다양한 이점이 있다. 하지만 한편으로는, 위험을 동반 하기도 한다.

## 정부의 AI 사용
AI가 정부에서 사용될 수 있는 잠재적인 사용처는 광범위하고 다양하다. Deloitte는 "인지 기술은 결국 정부 운영의 모든 측면을 혁신할 수 있다"라고 말하였으며, Mehr은 AI 응용 프로그램에 적합한 정부 문제 유형 6가지를 제안했다:
1. 리소스 할당 - 작업을 보다 신속하게 완료하기 위해 관리 지원이 필요한 경우.
2. 대규모 데이터 세트 - 직원이 효율적으로 작업하기에는 너무 크며 여러 데이터 세트를 결합하면 더 큰 통찰력을 제공할 수 있는 경우.
3. 전문가 부족 - 기본적인 질문에 대답할 수 있으며 독특한 문제를 학습할 수 있는 경우.
4. 예측 가능한 시나리오 - 과거 데이터를 통해 이후 상황을 예측할 수 있는 경우.
5. 절차 수행  - 이진 답변으로 입력 또는 출력하는 반복 작업을 수행하는 경우.
6. 다양한 데이터 - 데이터가 다양한 형식(예: 시각적 및 언어적)을 취하고 있으며 규칙적으로 요약되어야 하는 경우.

Meher은 "정부는 AI를 응용하는데 있어 급속한 확장을 펼치고 있는 민간 부문의  AI의 페이스를 따라가진 못하고 있지만, 공공 부문의 잠재적 사용 사례는 민간 부문의 일반적인 사용과 흡사하게 따라가고 있다"고도 말했다.
정부의 AI의 잠재적, 실제 사용법은 세 가지 넓은 범주로 나눌 수 있다.
공공 정책 목표에 기여하는 것, 정부와의 공공 상호 작용을 지원하는 것, 그리고 기타 등등의 사용 범주이다.

### 공공 정책 목표에 기여
AI가 공공 정책 목표에 기여할 수 있는 다양한 예가 있다.
다음의 예시를 포함한다.
- 실직, 은퇴, 사별, 출산 시에 거의 즉각적으로 자동화된 방식으로 혜택을 받는다(따라서 혜택을 받는 시민이 직접 무언가 조치할 필요가 전혀 없음)[8]
- 사회 보험 서비스 제공[4]
- 긴급 상황 발생 시 긴급 전화 분류(예: 미국 Cincinnati 소방서 에서 사용하는 시스템[9] )
- 질병 확산 감지 및 예방[9]
- 복지 수당 및 이민 결정을 내리는 공무원 보조[2]
- 보석 청문회 판결[2]
- 건강 관리 사례 분류[2]
- 정책에 대한 대중의 의견 피드백을 위한 소셜 미디어 모니터링[10]
- 긴급 상황 파악을 위한 소셜 미디어 모니터링[10]
- 청구 안건 중 불법 이윤 식별[10]
- 범죄 예측 및 최적의 경찰 출동 루트 권장[10]
- 교통 혼란 및 교통사고 예측[10]
- 도로 유지 보수 요구 사항 예상[10]
- 보건 규정 위반 식별[10]
- 학생들에게 맞춤형 교육 제공[9]
- 시험지 채점[2]
- 국방 및 국가 안보 지원(Artificial intelligence § Military 및 Applications of artificial intelligence § Other fields in which AI methods are implemented ).
- 증상 기반 건강 챗봇 AI Vaid를 진단 가능한 용도로 만들기.[11]

### 정부와 대중의 상호작용을 지원
AI는 대중이 정부와 상호작용하고 정부 서비스에 접근하는 것을 지원하기 위해 사용될 수 있다.
다음의 예시를 포함한다.
- 가상 비서나 챗봇을 활용하여 질문에 답변해주기 (아래 참조)
- 요청을 정부의 적절한 담당부서로 안내하기
- 양식 작성을 도와주기
- 문서 검색을 도와주기 (예: IP Australia의 상표 검색)
- 약속 예약을 도와주기

정부에서 가상 비서나 챗봇을 사용하는 예시는 다음과 같다.
- 2016년 2월에 출시된 호주 세금청(Australian Taxation Office) 웹사이트의 "Alex"라는 가상 비서. 2017년 6월 기준으로 Alex는 500개 이상의 질문에 대답할 수 있으며, 150만 건 이상의 대화를 진행하고, 문의의 81% 이상을 첫 사용부터 해결할 수 있었다.
- 호주의 국가 장애인 보장제도(National Disability Insurance Scheme, NDIS)는 "Nadia"라는 가상 비서를 개발 중이다. Nadia는 배우 케이트 블란쳇(Cate Blanchett)의 목소리를 사용하는 아바타로, NDIS 사용자들이 서비스를 이용하는 데 도움을 줄 예정이다. 약 450만 달러가 들었던 이 프로젝트는 일련의 문제로 인해 연기되었다. Nadia는 IBM Watson을 사용하여 개발되었지만 호주 정부는 향후 개발을 위해 Microsoft Cortana와 같은 다른 플랫폼도 고려하고 있다.
- 호주 정부 인적자원부는 웹사이트 일부에 가상 비서를 사용하여 질문에 답변하고 사용자들이 디지털 채널을 이용하도록 유도하고 있다. 2018년 12월 기준으로 "Sam"이라는 가상 비서는 가족, 구직자 및 학생 지급 등과 관련된 일반적인 질문에 답변할 수 있었다. 해당 부서는 또한 "MelissHR"이라는 내수용 가상 비서를 도입하여 직원들이 인사 정보에 쉽게 접근할 수 있도록 했다.
- 에스토니아는 정부와 시민 간의 모든 상호작용을 안내할 가상 비서를 구축 중이다. 자동화된 서비스는 시민들의 생애 주기의 중요한 이벤트(출생, 사별, 실업 등)를 시민들에게 "알림" 형태로 제공한다. 예를 들어, 아이의 출생이 자동으로 등록된다.

### 기타 용도
정부의 AI 사용의 기타 사안에는 다음이 포함된다.
- 번역
- 유럽 위원회 통역 및 번역 총국과 Florika Fink-Hooijer가 선도한 언어 통역
- 문서 초안 작성

## 잠재적 이익
AI는 정부에게 잠재적인 효율성과 비용 절감을 제공한다. 예를 들어, Deloitte는 자동화가 미국 정부 직원들에게 매년 9,670만 시간에서 120억 시간을 절약할 수 있으며, 이로 인해 매년 33억 달러에서 411억 달러의 비용 절감이 가능하다고 추산했다. Harvard Business Review는 이러한 절감으로 인해 정부가 직원 수를 줄일 수 있는 사안을 두고 "정부는 서비스의 질에 투자할 수도 있으며, 직원들의 시간을 사고력과 공감능력 및 창의성이 필요한 보다 보람찬 업무로 재편성 할 수 있다. 이는 인간이 가장 발전한 AI 프로그램조차 능가하는 분야이다."라고 언급하였다.

## 잠재적 위험
정부의 AI 사용에 따른 잠재적인 위험 요소에는 AI가 편향성에 노출될 수 있고, AI 애플리케이션이 어떻게 결정을 내리는지에 대한 투명성 부족, 그리고 이러한 결정에 대한 책임성을 동반한다.
정부와 경제 분야에서 사용할 수 있는 AI 기술의 증가로 인해 기업들이 시장을 따라가기가 더욱 어려워질 수 있다는 잠재적인 위험도 존재한다. Apple과 Google과 같은 대규모 미국 기업들은 고도로 발전한 최신 기술로 시장을 지배할 수도 있다. 그렇게 된다면 디지털 기술 분야에서 AI를 활용하여 그 정도까지 발전할 수 있는 수단이 없는 타 기업들에 비해 그들은 불공정한 경쟁 우위를 갖게 된다.

## 같이 보기
- 인공 일반 지능
- 시민 기술
- 전자정부
- 인공 일반 지능의 실존적 위험

## 참고
- AI for Good
- Applications of artificial intelligence
- Artificial intelligence
- Lawbot
- Regulation of algorithms
- Regulation of artificial intelligence